# La Pastora (Cabimas)
La Pastora es uno de los sectores que conforman la ciudad de Cabimas en el estado Zulia (Venezuela). Pertenece a la parroquia Jorge Hernández. No debe confundirse con la parroquia del mismo nombre de la ciudad de Caracas; La Pastora.

## Ubicación
Se encuentra entre los sectores Barrio Nuevo al norte (calle Colón), al este con Punto Fijo (Av 34), al sur con Campo Lindo y Dr Raúl Osorio Lazo (calle San Mateo) y al oeste con Democracia (Av 33).JB

## Zona Residencial
La Pastora es un área residencial que a pesar de contar con varias décadas de existencia y una línea de carros por puesto (la parada de Nueva Cabimas está allí) fue asfaltado luego de 1997.

## Transporte
La línea Nueva Cabimas pasa por la 34 y tiene su parada en el sector.

## Sitios de referencia
- Parada de Nueva Cabimas.